# Индонезия на летних Олимпийских играх 1984
Индонезия принимала участие в Летних Олимпийских играх 1984 года в Лос-Анджелесе (США) в седьмой раз за свою историю, пропустив Летние Олимпийские игры 1980 года, но не завоевала ни одной медали. Сборную страны представляли 16 участников, из которых 3 женщины.